# أليرت
أليرت هي أقصى مكان مأهول بالسكان في شمال الكرة الأرضية، تقع في إقليم نونافوت، كندا على بعد 817 كيلومترًا (508 ميل) من القطب الشمالي. اعتبارًا من تعداد عام 2016، كان عدد السكان صفر.